# Поп Д. Ђурђев
Поп Д. Ђурђев или Душан Ђурђев (Нови Сад, 3. април 1953) српски је књижевник. Пише сатиру, поезију за младе, а бави се и визуелним истраживањима.
Основну школу похађао у Ковиљу, Новом Саду и Каћу, средњу у Краљеву, а студије шумарства на Универзитету у Београду.
Живи и ради у Новом Саду.

## Награде и признања
- Повеља „Стражилова“, 1984. године, за књигу Вавилонски неимари, Српска читаоница и књижница у Иригу, едиција „Стражилово“ – Нови Сад
- Награда „Брана Цветковић“, за најбољу хумористичко-сатиричну поезију објављену у 1984. години, Редакција листа Јеж, Београд
- Прва награда за епиграм на 2. Југословенском фестивалу хумора и сатире у Крушевцу, 1994.
- Прва награда на конкурсу за нови поетски рукопис намењен младима Змајевих дечјих игара и КПЗ Ниша, збирци I love av av you, Ниш, 1994.
- Златна кацига, награда за сатиричну поезију на 4. Међународни фестивалу хумора и сатире у Крушевцу, 1996.
- Награда „Радоје Домановић“ на ДОДАС ’97. (Домановићевих дана сатире) УКС, Београд, за Book War као најбољу књигу сатиричне поезије објављену у 1996. години
- Сребрно Гашино перо, за књигу Слик ковница, као најдуховитију књигу године, на 11. Фестивалу хумора за децу у Лазаревцу, 1998.
- Признање Витез од Чарапаније „Сер Харди“, на XIII Међународном фестивалу хумора и сатире Златна кацига у Крушевцу, 2005.
- Златно Гашино перо, за допринос ведром духу детињства, на 17. Фестивалу хумора за децу у Лазаревцу, 2005.
- Златна значка КПЗ Србије, за несебичан, предан и дуготрајан рад и стваралачки допринос у ширењу културе, Београд, 2006.
- Сребрно Гашино перо, за књигу Бића из зоо-вртића, као најдуховитију књигу године, на 20. Фестивалу хумора за децу у Лазаревцу, 2008.
- Златно звонце популарности за несебичан и драгоцен допринос улепшавању света детета, Центра за културну анимацију, Нови Сад, април 2009.
- Награда Гордана Брајовић, за Лет лионског Икара, Компаније Вечерњих новости у Алексинцу, 2011.
- Плакета  „Мали принц“ за изузетан допринос у развоју међукултурне сарадње у региону на 8. сусрету дечјих писаца „Везени мост“ у Тузли, маја 2011.
- Награда Момчило Тешић, за књигу Теглећа срећа, на „Данима Момчила Тешића“ у Пожеги, 2011.
- Сребрно Гашино перо, за књигу Радови на млечном путу, као најдуховитију књигу године, на 24. Фестивалу хумора за децу у Лазаревцу, 19. септембар 2012.
- Награда за укупно стваралаштво за децу на XXVI Међународном фестивалу „Сусрети под старом маслином“ у Бару, 22. новембар 2012.
- Награда „Плави чуперак" за збирку минијатура О бабама и жабама, књигу године намењена деци и младима 2013, Нови Сад, 13. марта 2014.
- „Принц Дјечијег царства“ ‒ проглашен на 8. Међународном фестивалу дјечије поезије, Бањалука, 24. април 2014.
- Награда „Златни кључић Смедерева“ ‒ 45. Међународног фестивала поезије „Смедеревска песничка јесен“, Смедерево, 16. октобар 2014.
- „Златна кацига“ за сатиричну песму - 24. Међународни фестивалу хумора и сатире у Крушевцу, 1. април 2016.
- Повеља „Брана Цветковић“ за изузетан допринос стваралаштву за децу, Дечји културни центар – Београд, 4. мај 2017.
- Нaгрaда зa живoтнo дeлo „Maли принц“, зa изузeтaн дoпринoс рaзвоју културe и сцeнскe умeтнoсти зa дeцу, на 25. Међународном фестивалу позоришта за децу у Суботици, 16. септембар 2018.
- Награда „Наиса“ зa свeукупaн дoпринoс књижeвнoсти зa дeцу, зa свa вeсeлa, радознала и бистроумна дeтињствa, на 11. Медијана фестивалу дечјег стваралаштва и стваралаштва за децу – у Нишу, 22. марта 2019. године.
- Награда „Радоје Домановић“ Удружења књижевника Србије, за најбољу књигу сатире у 2019. години (за збирку песама Етичко чишћење), Београд, 18. фебруар 2020.
- Награда „Камен темељац српске културе“ за инвентивност, у оквиру „Дана књиге новосадских издавача, малих издавача и ауторских издања”, Нови Сад, 18. октобар 2020.
- Награда „Растко Закић“ Београдског афористичарског круга за сатиричну песму Т(р)ајна вечера, на 18. Сатира фесту одржаном у Београду 23. октобра 2020. године.
- Награда „Књажевачко златно руно“ за допринос стваралаштву за децу и разиграном детињству, Манифестације дечјег стваралаштва „Чаробне полице Биби Сликовчице“ Народне библиотеке „Његош“ из Књажевца, децембра 2020.